# Mobilizmo
A Mobilizmo a P. Mobil első stúdióalbuma 1981-ből.

## Az album létrejötte
Az együttes megalakulása után nyolc évet kellett várni az első nagylemez megjelenésére. Addigra a "klasszikusnak" tartott felállásból többen is távoztak (1978 – Pálmai Zoltán besorozása, 1979 – Vikidál Gyula a Dinamitba, 1980 – Bencsik Sándor és Cserháti István megalapítják a P. Boxot), a felvételeket már az újjászervezett felállás készítette. Az eredeti tagokkal készített felvételeket a hanglemezgyár nem is engedte volna lemezre tenni, de Schuster Lóránt is új dalok felvételét szerette volna.
Az album címét az akkoriban népszerű "izmusok" spanyolos elferdítése adta: mobilizmus helyett mobilizmo. A lemezborító rendkívül egyszerű: ezüst alapon fekete kör, benne a zenekar logója, a hátlapon pedig az együttes akkori felállása látható egy fényképen. 
Az első dal, "A főnix éjszakája" egy régi legendáról szól, melyet a világon számtalan nép ismer: az önmagát elemésztő majd újjászülető főnixmadárról. Ugyanakkor a dalszöveg allegória az atombombára és a háborús pusztításra is. A "Billy, a kölyök" (eredeti címén "Lőj rám")  két együtt indult barátról szól, akik aztán ellenségekké lettek, s a seriff végül egyszerűen orvul hátbalőtte egykori társát; szövege pedig áthallást tartalmaz Bencsik Sándor és Cserháti István távozására. A következő szám, a "Szerettél már, szamuráj?" szintén egy film alapján készült: Kuroszava Akira "A vihar kapujában" című műve volt az alap, amelyben egy gyilkosság megtörténtét mutatják be különböző nézőpontokból. A "Varjúdal" egy furcsa, elsőre logikátlannak hangzó dalszövegű szerzemény, melynek soraiból azonban külön-külön kihallható, hogy mire is próbál meg vele célozni. Az "Örökmozgó" az egyik legelső P. Mobil-szám, a zenekar bemutatására szolgál koncerteken. A "Mobilizmo" egy szövegileg egyszerű szerzemény, melyben az ember egész életét elkísérő dolgokról van szó. 
A "Rock'n Roll" témája az idő múlása, egyszerű sorokkal, és a rock and roll dicsőítéséről. Az "Átlagember" Sárvári Vilmos rendkívül egyszerű témájára épít, melyben Schuster Lóránt egy 1981-es statisztikai évkönyvből olvas fel részleteket. Az "Asszonyt akarok" az első darabja azoknak a Mobil-számoknak, amelyek a nőkről szólnak – koncerteken előadás közben kezdetben Schuster Lóránt nőnek öltözve lépett fel, majd később két hatalmas felfújható női mellet dobáltak be a közönség közé, hogy játsszanak vele. Az "Oh Yeah" a teremtés mítoszának rock-verziója, melynek szövege sem az MSZMP körei, sem a katolikus egyház hívei körében nem talált osztatlan lelkesedésre. A záró szerzemény, az "Alkohol Blues" tulajdonképpen egy paródia, melynek szövegét egy falfirka ihlette.
Jelenleg az album a Youtube-on érhető el, mert a Hungaroton elérhetővé tette.

## Kiadásai
- 1981 – LP, MC
- 1993 – Stage Power CD (két másik album anyagával együtt, nem eredeti sorrendben)
- 2003 – CD felújított kiadás bónuszdalokkal
- 2023 – GrundRecords duplalemezes remaster változat

## Dallista
A dalokat kollektíven jegyezte zeneszerzőként Kékesi László, Mareczky István, Sárvári Vilmos, Tunyogi Péter és Zeffer András, kivéve, ahol a szerzőség jelölve van. Első helyen annak a nevét tüntették fel, akitől az alapötlet származott. A szövegíró Schuster Lóránt, kivéve az Alkohol blues, aminek szövegét egy szociológiai munkában találta. Három dallal a már távozott Bencsik Sándor is képviseltette magát.
1. A Főnix éjszakája (Bencsik Sándor – Schuster Lóránt)
2. Billy, a kölyök (első helyen Zeffer neve)
3. Szerettél már Szamuráj? (első helyen Zeffer neve)
4. Varjúdal (Schuster, Kékesi, Mareczky, Sárvári, Tunyogi, Zeffer)
5. Örökmozgó (Bencsik Sándor – Schuster Lóránt)
6. Mobilizmo (első helyen Kékesi neve)
7. Rock 'n roll (Bencsik, Kékesi, Mareczky, Tunyogi – Schuster)
8. Átlagember (első helyen Sárvári neve)
9. Asszonyt akarok (első helyen Zeffer neve)
10. Óh, Yeah (első helyen Kékesi neve)
11. Alkohol Blues (első helyen Zeffer neve)

### 2003-as bónuszdalok
A 2003-as kiadásra kerültek fel, az 1978-as első kislemez dalai, valamint magyar demófelvételek 1976-ból és angol demófelvételek 1978-1979-ből.
1. Kétforintos dal (1978, Bencsik Sándor – Vikidál Gyula – Schuster Lóránt)
2. Menj tovább (1978, Bencsik Sándor – Vikidál Gyula – Várszegi Gábor)
3. A gálya (1976, Bencsik Sándor – Schuster Lóránt)
4. Ha jössz hozzám, késő (1976, Kékesi László – Schuster Lóránt)
5. Pyrolater (1978/79, Bencsik Sándor – Schuster Lóránt) (Tűzimádó)
6. Hellbound Train (1978/79, Bencsik Sándor, Cserháti István – Schuster Lóránt) (Pokolba tartó vonat)
7. One More Drag (1978/79, Bencsik Sándor – Vikidál Gyula – Földes László) (Utolsó cigaretta)

### 2023-as bónusz CD
A remaster kiadvány második lemezére a Kertészeti Egyetem Klubjában (KEK) 1981. május 20-án tartott koncert került fel.
1. Rock ’n’ Roll
2. Örökmozgó
3. Asszonyt akarok
4. Lőj rám (itt eredeti címén szerepel a "Billy a kölyök")
5. Alkohol blues
6. Oh, Yeah
7. Miskolc
8. Főnix éjszakája
9. Csizma az asztalon
10. Varjdúdal
11. Utolsó cigaretta

## Közreműködtek
- Kékesi László – basszusgitár, vokál
- Mareczky István – dob, ütőhangszerek
- Sárvári Vilmos – gitár, vokál
- Schuster Lóránt – zenekarvezető, szövegíró, próza (Billy a kölyök, Átlagember), vokál
- Tunyogi Péter – ének
- Zeffer András – billentyűs hangszerek, vokál

### A bónuszdalokban
- Bencsik Sándor – gitár, vokál
- Cserháti István – billentyűs hangszerek, vokál
- Pálmai Zoltán – dob, ütőhangszerek (1976)
- Vikidál Gyula – ének